# Joanna Fabisiak
Joanna Fabisiak (ur. 7 lipca 1950 w Warszawie) – polska polityk, polonistka i samorządowiec, posłanka na Sejm III, V, VI, VII, VIII i IX kadencji (1997–2001, 2005–2023).

## Życiorys
W 1976 ukończyła studia magisterskie na Wydziale Polonistyki Uniwersytetu Warszawskiego, ze specjalizacją językoznawstwo. W 1986 ukończyła na UW studia podyplomowe z zakresu języka i kultury polskiej dla cudzoziemców, a w 1991 studia podyplomowe z zakresu samorządu terytorialnego i rozwoju lokalnego. W latach 1976–1978 była asystentką na Uniwersytecie Jagiellońskim. Od 1978 do 2006 pracowała na UW w Centrum Języka i Kultury Polskiej dla Cudzoziemców „Polonicum”. Początkowo była tam asystentką, a następnie wykładowczynią. W latach 2002–2005 pełniła funkcję zastępczyni dyrektora „Polonicum”.
Od czasów studenckich związana z duszpasterstwem akademickim. Od 1981 do 1984 zasiadała w Prymasowskiej Radzie Społecznej I kadencji. W 1998 założyła Fundację „Świat na Tak”. W ramach tej działalności zainicjowała ogólnopolski Samorządowy Konkurs Nastolatków „Ośmiu Wspaniałych”, wspierający ideę pomocy w ramach wolontariatu. Założyła także Młodzieżową Agencję Informacyjną mającą na celu pomagać ludziom młodym w wyborze szkoły oraz zdobyciu pracy i mieszkania. W latach 1990–2005 była radną samorządu Warszawy, m.in. wiceprzewodniczącą Rady m.st. Warszawy.
W 1993 bezskutecznie kandydowała do Sejmu z listy Bezpartyjnego Bloku Wspierania Reform. Od 1997 do 2001 sprawowała mandat posłanki III kadencji, który uzyskała z ramienia Akcji Wyborczej Solidarność (z rekomendacji stowarzyszenia Nowa Polska). Przewodniczyła Podkomisji stałej ds. młodzieży. Wspierała starania o przekształcenie Akademii Teologii Katolickiej w Uniwersytet Kardynała Stefana Wyszyńskiego. Dołączyła do Ruchu Społecznego AWS. W 2001 bez powodzenia ubiegała się o reelekcję z listy AWSP.
W 2005 została wybrana do Sejmu V kadencji z ramienia Platformy Obywatelskiej w okręgu warszawskim. Zasiadała w Komisji Edukacji, Nauki i Młodzieży oraz w Komisji Łączności z Polakami za Granicą. Była wiceprzewodniczącą Podkomisji Stałej ds. młodzieży, kierowała także parlamentarną grupą polsko-filipińską. Od 2006 zasiada w radzie programowej TV Polonia. W wyborach parlamentarnych w 2007 po raz trzeci uzyskała mandat poselski, otrzymując 7552 głosy. W wyborach w 2011 z powodzeniem ubiegała się o reelekcję, dostała 6739 głosów.
W 2015 została ponownie wybrana do Sejmu, otrzymując 3512 głosów. W Sejmie VIII kadencji została członkinią Komisji Edukacji, Nauki i Młodzieży oraz Komisji Łączności z Polakami za Granicą. 11 stycznia 2018 została wykluczona z Platformy Obywatelskiej za złamanie dyscypliny partyjnej w głosowaniach nad projektami dotyczącymi aborcji (pozostała jednak w KP PO). Przed wyborami parlamentarnymi w 2019 ponownie została członkinią PO. W wyborach tych uzyskała poselską reelekcję, otrzymując 5347 głosów. W 2023 zrezygnowała z członkostwa w PO; w wyborach w tym samym roku nie utrzymała mandatu poselskiego, kandydując z ramienia Trzeciej Drogi i otrzymując 4671 głosów.

## Wyniki w wyborach ogólnopolskich
| Wybory | Komitet wyborczy   | Komitet wyborczy                   | Organ             | Okręg | Wynik        |
| ------ | ------------------ | ---------------------------------- | ----------------- | ----- | ------------ |
| 1993   |                    | Bezpartyjny Blok Wspierania Reform | Sejm II kadencji  | nr 1  | 3829 (0,48%) |
| 1997   |                    | Akcja Wyborcza Solidarność         | Sejm III kadencji | nr 1  | 6945 (0,87%) |
| 2001   |                    | Akcja Wyborcza Solidarność Prawicy | Sejm IV kadencji  | nr 19 | 2973 (0,40%) |
| 2005   |                    | Platforma Obywatelska              | Sejm V kadencji   | nr 19 | 6693 (0,88%) |
| 2007   | Sejm VI kadencji   | Platforma Obywatelska              | 7552 (0,66%)      | nr 19 |              |
| 2011   | Sejm VII kadencji  | Platforma Obywatelska              | 6739 (0,66%)      | nr 19 |              |
| 2015   | Sejm VIII kadencji | Platforma Obywatelska              | 3512 (0,32%)      | nr 19 |              |
| 2019   |                    | Koalicja Obywatelska               | Sejm IX kadencji  | nr 19 | 5347 (0,39%) |
| 2023   |                    | Trzecia Droga                      | Sejm X kadencji   | nr 19 | 4671 (0,27%) |

## Odznaczenia
Odznaczona Orderem Uśmiechu.

## Życie prywatne
Jest córką Józefa i Heleny. Mężatka; ma troje dzieci, w tym dziennikarza Tomasza Machałę.